# Santa Rosa de Pastos Grandes
Santa Rosa de Pastos Grandes är en ort i Argentina.   Den ligger i provinsen Salta, i den norra delen av landet, 1 400 km nordväst om huvudstaden Buenos Aires. Santa Rosa de Pastos Grandes ligger 3 964 meter över havet och antalet invånare är 136.
Terrängen runt Santa Rosa de Pastos Grandes är huvudsakligen kuperad, men åt nordväst är den bergig. Trakten runt Santa Rosa de Pastos Grandes är nära nog obefolkad, med mindre än två invånare per kvadratkilometer..
Trakten runt Santa Rosa de Pastos Grandes är ofruktbar med lite eller ingen växtlighet.